# Gleneini
Los gleneínos (Gleneini) son una tribu de coleópteros crisomeloideos de la familia Cerambycidae.

## Géneros
Comprende los siguientes géneros:
- Glenea[1]